# 우마코시 요시히코
우마코시 요시히코(일본어: 馬越 嘉彦 うまこし よしひこ[*], 1968년 7월 30일 ~ )는 일본의 남성 애니메이터, 캐릭터 디자이너. 에히메현 출신.

## 참가 작품
- 신 빅쿠리맨 (1989) - 원화 / 동화
- 요술공주 샐리 2기(1989) - 원화 28, 34, 40, 44, 49, 51, 56, 61, 67, 73, 79, 85 / 동화
- BE-BOP-HIGHSCHOOL (1990) - 작화 감독 보좌 및 원화 4 / 작화 감독 보좌 3
- 고양이 당인전 테얀데에 (1990) - 원화 1,
- 용자 엑스카이저 (1990) - 원화 (논크레딧)
- 매지컬 타루루토 (1990) - 원화 30,
- 우주황태자 (1990) - 원화 6
- 태양의 용자 파이버드 (1991) - 원화 41
- 惑星アトン2 パルポノスの塔 (1991) - 원화
- 절대무적 라이징오 (1991) - 원화 30
- 겐지통신 아게다마 (1991) - 원화 9, 16, 22, 29, 37, 51 / 개그 컷 담당.
- 란마 1/2 극장판 중국 침곤륜 대결전 (1991) - 원화
- 갈포스 신세기 편 (1991) - 원화 1
- 슈퍼 빅쿠리맨 (1992) - 작화 감독 · 원화 12, 30, 40,
- 요괴소년 호야 (1993) - 원화 8
- 드래곤볼 Z (1989 ~ 1996) - 원화 174, 179,
- 용자특급 마이트가인 (1993) - 원화 24, 29, 35, 40, 44
- 미라클 걸즈 (1993) - 원화 43,
- 카츠마타 토모하루 삼국지 완결편 (1994) - 원화
- 죠죠의 기묘한 모험 (1993) - 원화 1, 7, 8,
- 용자경찰 제이데커 (1994) - 원화 2,
- 마멀레이드 보이 (1994) - 캐릭터 디자인 / 작화 감독 및 원화 44, 60, 68 / 작화 감독 OP1, ED1, 1 / 원화 OP2, ED2 / 출세작.
- 그래플러 바키 OVA (1994) - 캐릭터 디자인 / 작화 감독 / 원화
- 쇼난폭주족 (1986) - 작화 감독 및 원화 9, 10 / 동화 5, 6
- 마멀레이드 보이 극장판 (1995) - 캐릭터 디자인 / 원화
- 스트리트 파이터 2 V (1995) - 원화 3
- 애천사전설 웨딩피치 (1995) - 원화
- 자이언트 로보 THE ANIMATION (1992) - 원화 6
- 사랑은 정말 (1995) - 캐릭터 디자인 / 작화 감독 및 원화 13, 33, 39, 46 / 작화 감독 OP, ED1, 1, 7 / 원화 ED2
- 사랑은 정말 극장판 (1996) - 캐릭터 디자인 / 작화 감독 ED / 원화
- 쾌걸 조로 (1996) - 원화 2, 3
- 지옥선생 누베 (1996) - 원화 6, 13
- 꽃보다 남자 (1996) - 캐릭터 디자인 / 작화 감독 및 원화 1, 16, 25, 32, 43, 51 / 작화 감독 OP, ED1 / 원화 ED2, 7
- 트윈 시그널 (1996) - 원화 OP
- 초자 라이딘 (1996) - 원화 18, 38
- 레이어스 OVA (1997) - 원화 2
- 검풍전기 베르세르크 (1997) - 캐릭터 디자인 (공동) / 작화 감독 및 원화 21 / 작화 감독 10, 15 / 레이아웃 체크 / 원화 25 / 10화는 치바 유리코가 도저히 따라할 수 없는 작화라고 극찬했다.
- 열사의 패왕 간다라 (1998) - 작화 감독 5 / 원화 15, 22
- 피카츄의 여름 방학 (1998) - 원화
- 괴짜가족 (1998) - 작화 감독 및 1인 원화 16 / 작화감독 및 원화 22 / 원화 OP2(논크레딧)
- 원피스 - 쓰러뜨려라! 해적 갠자크 (1998) - 원화
- こっちむいてみい子 (1998) - 원화 24
- 퀸 에메랄다스 (1998) - 작화 감독 보좌 및 원화 2
- 여신님! 작다는 건 편리해 (1998) - 의상 디자인 및 작화 감독 31
- 꼬마마법사 레미 (1999) - 캐릭터 디자인 / 작화 감독 및 원화 30, 45 / 원화 1
- ToHeart (1999) - 원화 4 / 라스트 격투 액션. 와다 타카아키가 호평했다.
- 피카츄 탐험대 (1999) - 원화
- 꼭두각시의 공주 (2000) - 원화
- 소녀혁명 우테나 극장판 (1999) - 원화
- 꼬마마법사 레미 ♯ (2000) - 캐릭터 디자인 / 작화 감독 및 원화 ED, 40 / 작화 감독 OP / 원화 49, ED
- 스트리트 파이터 제로 (야마우치 시게야스 판) - 캐릭터 디자인 / 총 작화 감독 / 작화 감독 및 원화 2 / 원화 1
- 은장기공 오디안 (2000) - 원화 19,
- 꼬마마법사 레미 ♯ 극장판 - 캐릭터 디자인 / 총 작화 감독 / 원화
- 파워 디지몬 극장판 디지몬 허리케인 상륙!! 초절진화!! 황금의 디지멘탈 (2000) - 작화 감독 (공동)
- 그래플러 바키 TV (2001) - 원화 4, 10, 17, 23
- 꼬마마법사 레미 ƒ (2001) - 캐릭터 디자인 / 작화 감독 및 원화 1, 40 / 원화 2, 5, 10, 11
- ARMS (2001) - 원화 1
- 꼬마마법사 레미 ƒ 극장판 개구리 바위의 비밀 (2001) - 캐릭터 디자인 / 작화 감독 / 원화
- 카우보이 비밥 극장판: 천국의 문 (2001) - 원화 / 병원 장면
- 사이보그 009 (카와고에 준 판) (2001) - 원화 9
- 꼬마마법사 레미 Vivace (2002) - 캐릭터 디자인 / 작화 감독 및 원화 28, 40, 51 / 작화 감독 1 / 원화 9, 13, 17, 31 / 호소다 마모루 연출에 우마코시 요시히코 작화의 40화. 130컷을 작화한 51화가 유명하다.
- 최종병기 그녀 (2002) - 원화 1
- 카스민 (2001) - 캐릭터 디자인 / 원화 29
- 유희왕 듀얼몬스터즈 (2000 ~ 2004) - 원화 128 / 죠노우치 작화
- 봄버맨 제타즈 ((2002) - 원화 5, 24, 50
- 울프스 레인 (2003) - 원화 OP, 1, 2, 7, 12, 19, 22, 26, 27
- 내일의 나쟈 (2003) - 원화 OP. 24
- 하나다 소년사 (2002) - 원화 25
- 에어 마스터 (2003) - 캐릭터 디자인 / 총 작화 감독 / 원화 27 / 격투 액션으로 유명한 작품.
- 카레이도 스타 (2003) - 원화 15
- 세인트 세이야 명왕 하데스 십이궁편 (2003) - 원화 13
- 쥬베이짱 2 (2004) - 캐릭터 디자인 / 총 작화 감독 모든 에피소드 / 작화 감독 및 원화 1 / 작화 감독 9, 13 / 원화 7 / 단역 성우 4 / 본인 말로는 작화하다 죽을 뻔한 작품 1.
- 애니메이션 제작진행 쿠로미짱 (2004) - 원화 2
- 빛의 전사 프리큐어 (2004) - 원화 OP, 1
- 강철의 연금술사 (2003) - 원화 OP4, 34 / OP4의 머스탱과 암스트롱
- 꼬마마법사 레미 OVA 비밀편 (2004) - 캐릭터 디자인 / 총 작화 감독 / 작화 감독 및 원화 13 / 작화 감독 OP / 원화 4, 9, 10, 11, 12 / 9화 야구 작화. 10화 수영 작화, 12화 레미가 우는 작화.
- KURAU Phantom Memory (2004) - 원화 OP, 11
- 오토기조시 (2004) - 원화 OP1, 4, 23
- 모험왕 비트 (2004) - 서브타이틀 글씨 / 원화 OP1, OP2, 26
- 톱을 노려라2! (2004) - 원화 1, 3 / 1화 버스터 게이터 작화
- 머나먼 시공 속에서 팔엽초 (2004) - 원화 1
- 스나보우즈 (2004) - 원화 1
- 지팡구 (2004) - 캐릭터 디자인 / 작화 감독 OP, ED, 26
- 개그만화 보기 좋은 날 (2005) - 1인 작화 OP
- 원피스 극장판 오마츠리 남작과 비밀의 섬 (2005) - 원화
- 갑충왕자 무시킹 (2005) - 캐릭터 디자인
- 강철의 연금술사 극장판 샴발라를 정복하는 자 (2005) - 원화 / 글러트니 작화.
- 강식장갑 가이버 (2005) - 캐릭터 디자인 / 작화 감독 OP / 본인이 작화를 많이 안 해서 작화가 그렇게 좋은 작품은 아니다.
- 신비한 별의 쌍둥이 공주 (2005) - 원화 20
- 최종병기 그녀 OVA Another love song (2005) - 원화 2
- 충사 (2005) - 캐릭터 디자인 / 총 작화 감독 모든 에피소드 / 작화 감독 및 원화 1 / 작화 감독 8, 26 / 원화 6, 7, 11, 21, 23, 26 / 본인 말로는 작화하다 죽을 뻔한 작품 2.
- 모험왕 비트 엑세리온 (2005) - 서브타이틀 글씨 / 원화 24
- 개그만화 보기 좋은 날 (2006) - 1인 작화 OP / 연출 및 작화 11
- 가이킹 LEGEND OF DAIKU-MARYU (2005) - 원화 31
- 프리큐어 Splash Star (2006) - 원화 ED2
- 극장판 프리큐어 Splash Star 똑딱똑딱 위기일발! (2006) - 원화 / 재변신 후 전투신
- 우리들이 있었다 (2006) - 원화 11, 16
- 가정교사 히트맨 REBORN! (2006 ~ 2010) - 서브 타이틀 글씨 / 원화 1 / 1화 도입부 작화.
- 디지몬 세이버즈 더 무비 궁극파워! 버스트 모드 발동!! (2006) - 원화 /
- 데스노트 (2006) - 원화 21, 25, 31, 37 / 31화 미카미 테루의 칼부림 노트 작성 장면이 유명.
- 사상최강의 제자 켄이치 (2006) - 원화 33
- 천원돌파 그렌라간 (2007) - 원화 10, 15 / 15화 B파트 그렌라간 VS 엔키두두 전투신
- 정령의 수호자 (2007) - 작화 감독 12
- Yes! 프리큐어 5 (2007) - 원화 20 / 20화 도입부.
- 스트레인저 무황인담 (2007) - 원화
- はたらキッズ マイハム組 (2007) - 원화 1
- 극장판 Yes! 프리큐어 5 거울 나라의 미라클 대모험! (2007) - 원화 / 큐어 레모네이드 VS 다크 레모네이드
- ゆめだまや奇談 (2007) - 원화
- Yes! 프리큐어 5 GoGo! (2008) - 원화 OP
- 도라에몽 극장판 진구와 초록거인전 (2008) - 원화
- 절대가련 칠드런 (2008) - 원화 OP
- 진 구세주 전설 북두의 권 도키 전 - 원화
- 캐산 Sins (2008) - 캐릭터 디자인 / 총 작화 감독 3, 5, 6, 7, 8, 9, 13, 14, 16, 18, 19, 20, 21, 22 / 작화 감독 및 원화 1, 2, 4, 15, 24 / 작화 감독 17 / 원화 3, 23 / 1인 작화 OP1, OP2 / 평론가 오구로 유이치로가 작화를 극찬했다.
- 극장판 Yes! 프리큐어 5 GoGo! 과자 나라의 해피 버스데이♪ (2008) - 원화
- 마리 & 갈리 (2009 ~ 2010) - 캐릭터 디자인 / 작화 감독 13, 21, 29
- ねぎぼうずのあさたろう (2008) - 원화 32
- 너에게 닿기를 (2009) - 원화 5
- 코바토。 (2009) - 원화 5
- 원피스 필름 스트롱 월드 (2009) - 원화 / 클라이막스 작화
- 개그만화 보기 좋은 날 + (2010) - OP 작화
- 하트캐치 프리큐어! (2010 ~ 2011) - 캐릭터 디자인 / 작화 감독 및 원화 1, 10, 23, 34, 48, 49 / 원화 3, 42, OP (42화 이후 추가컷) / 작화 감독 에피소드 담당 에피소드는 전부 유명하다. 특히 34화 48화가 유명하다.
- 극장판 프리큐어 올스타즈 DX 2 희망의 빛☆레인보우 주얼을 지켜라! (2010) - 원화
- 마리 & 갈리 ver 2.0 (2010) - 캐릭터 디자인
- 학원묵시록 HIGHSCHOOL OF THE DEAD/애니메이션 (2010) - 원화 6, 12
- 팬티 & 스타킹 with 가터벨트 (2010) - 원화 2B
- 모형전사 건프라 빌더즈 비기닝 G (2010) - 원화
- 극장판 하트캐치 프리큐어! 꽃의 도시에서 패션쇼...입니까!? (2010) - 캐릭터 디자인 (공동)
- 꿈을 먹는 메리 (2011) - 원화 1, 11 / 1화 후반부 전투신.
- 극장판 프리큐어 올스타즈 DX 3 미래에 닿아라! 세계를 잇는☆무지갯빛 꽃 (2011) - 원화
- 토리코 (2011 ~ 2014) - 원화 OP1
- X-MEN (2011) - 원화 9
- 돌아가는 펭귄드럼 (2011) - 원화 OP, 5, 7, 13, 18, 24
- 전희절창 심포기어 - 원화 1 / 변신 뱅크 신 담당.
- 극장판 프리큐어 올스타즈 New Stage 미래의 친구 (2012) - 원화
- 세인트 세이야 Ω (2012) - 캐릭터 디자인 / 총 작화 감독 1 ~ 51 / 작화 감독 및 원화 1, 20, 27, 51 / 작화 감독 10 / 51화가 유명하다.
- 원피스 필름 Z (2012) - 원화 / 루피 VS 제트
- 심쿵! 프리큐어 (2013) - 원화 OP / OP 큐어 로제타 배틀 신
- 네가 있는 마을 (2013) - 원화 OP, 1, 2
- 우주전함 야마토 2199 (2013) - 원화 20
- 원피스 TV 스페셜 에피소드 오브 메리 또 하나의 동료의 이야기 (2013) - 원화
- 쿄소기가 (2013) - 원화 1
- 킬라킬 (2013) - 원화 2
- 충사 TV 스페셜 (2014) - 캐릭터 디자인 / 총 작화 감독 / 작화 감독 (공동) / 원화
- 해피니스 프리큐어! (2014) - 역대 프리큐어 원화 4, 10, 20, 28 / 원화 49
- 충사 속장 (2014) - 캐릭터 디자인 / 총 작화 감독 / 작화 감독 1, 2, 3, 5, 6, 7, 8, 9, 10, 12, 15, 16, 17, 18, 19, 20, 특별편 / 원화 2 ~ 13, 15 ~ 20, 특별편 / 본인 말로는 작화하다 죽을 뻔한 작품 3.
- 혈계전선 (2015) - 원화 12
- 동급생 - 원화
- 나의 히어로 아카데미아 (2016) - 캐릭터 디자인 / 총 작화 감독 / 작화 감독 OP, ED, 1, 13 / 작화 감독 협력 6, 7, 9, / 원화 PV1, 13
- 타이거 마스크 W (2016) - 원화 ED
- 드리프터즈 (2016) - 원화 7
- 나의 히어로 아카데미아 이벤트 상영판 (2016) - 캐릭터 디자인 / 총 작화 감독
- 죠죠의 기묘한 모험: 다이아몬드는 부서지지 않는다 (2016) - 원화 38
- 키라키라☆ 프리큐어 아라모드 (2017) - 원화 OP
- 나의 히어로 아카데미아 2기 (2017) - 캐릭터 디자인 / 총 작화 감독 14, 15, 16, 17, 18, 19, 20, 21, 22, 24, 25, 26, 27, 30, 33, 37 / 작화 감독 OP1, OP2, ED1, ED2, 23, 30, 36, 38
- THE REFLECTION WAVE ON (2017) - 캐릭터 디자인
- 나의 히어로 아카데미아 3기 (2018) - 캐릭터 디자인 / 총 작화 감독 61 / 작화 감독 61, 63 / 이 작품부터 극장판을 담당하게 되어 나히아 TV판의 작화는 많이 안 한다.
- 나의 히어로 아카데미아 더 무비: 두 명의 히어로 (2018) - 치프 작화 감독
- 드래곤볼 슈퍼: 브로리 (2018) - 원화 / 오지터 작화
- 꼬마마법사 레미 코메디 극장 (2019) - 캐릭터 디자인
- 나의 히어로 아카데미아 4기 (2019) - 캐릭터 디자인 / 작화 감독 OP2 / 원화 76
- 나의 히어로 아카데미아 더 무비: 히어로즈 라이징 (2019) - 캐릭터 디자인 / 작화 감독 (공동)
- 꼬마 마법사 레미 : 견습 마법사를 찾아서 (2020) - 캐릭터 디자인 / 총 작화 감독 / 원화
- 나의 히어로 아카데미아 5기 (2021) - 캐릭터 디자인 (공동) / 작화 감독 OP, 113, / 원화 113
- 나의 히어로 아카데미아 더 무비: 월드 히어로즈 미션 (2021) - 캐릭터 디자인 / 치프 작화 감독
- ONE PIECE Vol. 100 / Ep.1000 Celebration Movies "WE ARE ONE"Scene2 (2021) - 원화

### 게임
- 그레이트 마법대작전
- 리틀 버스터 Q
- 세인트 세이야 Ω: 얼티메이트 코스모
- 충사~강림하는 마을~